# Левовщина
Левовщина (укр. Левівщина) — село в Талалаевском районе Черниговской области Украины. Население — 44 человека. Занимает площадь 0,378 км².
Код КОАТУУ: 7425382004. Почтовый индекс: 17270. Телефонный код: +380 4634.

## Власть
Орган местного самоуправления — Красноколядинский сельский совет. Почтовый адрес: 17210, Черниговская обл., Талалаевский р-н, с. Красный Колядин, ул. 30-летия Победы, 15.

## История
Есть на карте 1869 года как хутор без названия.